# Miszeronskij
Miszeronskij (ros. Мишеронский) – osiedle typu miejskiego w Rosji, w obwodzie moskiewskim, w okręgu miejskim Szatury. W 2010 liczyło 3857 mieszkańców.

## Urodzeni
- Anatolij Malcew – radziecki matematyk.